# Menhir d'Aspradantes
El Menhir d'Aspadrantes és un monument prehistòric del municipi de Vila do Bispo, a la regió de l'Algarve, al sud de Portugal.
El monument se situa a la rodalia del poble d'Hortas do Tabual, a l'antiga freguesia de Raposeira. És dalt d'un plec de terreny, a uns 95 m d'alçada, vora la ribera de Vale Pocilgão, a uns dos quilòmetres de la costa.
Consta d'un menhir dret, de forma subcilíndrica, esculpit en pedra calcària blanca de la zona. Fa prop de dos metres d'alçada a partir del sòl, tot i que originàriament fos més alt, doncs la part superior fou amputada, i té prop de 1,25 per 0,63 m en els dos eixos de major amplària. Està molt fracturat en els volums mesial i distal. Forma part d'un alineament en sentit nord-oest a sud-est, en conjunt amb tres monòlits, i cadascú en fa prop d'un metre d'alçada.(1) El primer està situat a 7,25 m del menhir, i és de forma globular roma, i cal destacar-ne la presència de petites coves en la superfície superior.(3) El segon se'n troba a uns 4,20 m del primer, i el tercer a una distància semblant.(3)
Segurament l'alçaren en el neoeneolític.(1) El menhir fou examinat al 1987, en l'àmbit del programa d'Aixecament Arqueològic de l'Algarve, i al 1989, dins del programa d'Aixecament Arqueològic de l'Àrea de Paisatge Protegit del Sud-oest Alentejà i Costa Vicentina.(1) Fou classificat com a Immoble d'Interés Públic pel Decret núm. 26-A/92, d'1 de juny.